# أليس هوكينز
كانت أليس هوكينز (ستافورد، 1863-ليستر، 1964) مدافعة إنجليزية رائدة عن حق النساء في التصويت بين صانعات الأحذية والجِزم في ليستر. دخلت السجن خمس مرات بسبب ارتكابها لأفعال ارتبطت بالحملة المتشددة للاتحاد الاجتماعي والسياسي للمرأة. كان زوجها ألفريد هوكينز، المدافع النشط عن حق النساء في التصويت، والذي حصل على 100 جنيه إسترليني عندما تعرضت ركبته لكسر أثناء طرده من اجتماع في برادفورد. أُعلِن عن وضع تمثال لأليس في ساحة سوق ليستر في عام 2018.

## الحياة

### النشاط والسجن
سُجِنَت هوكينز لأول مرة في فبراير 1907، بعد حضورها لأول مسيرة لها من أجل حق النساء في التصويت في هايد بارك، والتي سارت فيها 300 امرأة إلى البرلمان بعد أن سمعن أن التصويت للنساء لم يُذكَر في خطاب الملك. كانت من بين 29 امرأة أُرسِلن إلى سجن هولواي بعد تهجِّم 20 شرطي عليهن بشكل وحشي على الخيول وبعد اشتباك حاد. كتب محاميها إلى عضو البرلمان المحلي قائلًا: «لن تتلقى أي امرأة هذه المعاملة في أي بلد متحضر آخر». حُدِّدت الكفالة بمبلغ 2 جنيه إسترليني للسلوك غير المنضبط ومقاومة الشرطة، ولكن جميع النساء المعتقلات اختارن قضاء عقوبة السجن بدلًا من ذلك. وقف أنصار حركة حق النساء في التصويت خارج السجن، وهللوا عندما أُطلِق سراح النساء بعد أسبوعين، وساروا إلى حفل إفطار احتفالي. قرأت هوكينز رد النائب الذي قال إن سلوك النساء «لم يكن مفيدًا للقضية، وأن الاتحاد الاجتماعي والسياسي للمرأة قد فقد الآن المصلحة العامة». عادت إلى ليستر، وأنشأت فرعًا للاتحاد الاجتماعي والسياسي للمرأة، ودعت إيميلين بانكيرست للتحدث، وسجلت أول 30 عضوًا.
دعت فلورا دروموند هوكينز في يونيو 1908 للتحدث في مسيرة هايد بارك في 21 يونيو 1908. أُعلِن عن هذا الحدث على متن سفينة نهر التايمز خارج بيوت البرلمان بالقول: «وزراء الحكومة مدعوون خصيصًا». أرسلت عائلة بانكيرست سيارة مع سائق خاص لاصطحاب هوكينز وتبع السيارة أطفال محليون.
سُجِنَت هوكينز للمرة الثانية في عام 1909 أثناء محاولتها الدخول بالقوة إلى اجتماع عام، حيث كان ونستون تشرشل يتحدث في ليستر، والذي مُنعت فيه المطالبة بحق النساء في التصويت على وجه التحديد. لعب زوجها ألفريد، الذي تطوع لإثارة القضية، الدور الرئيسي حينها. طلب ألفريد من تشرشل خلال خطابه أن يشرح كيف يمكنه «الوقوف على منصة ديمقراطية» بينما لم يكن للنساء الحق في التصويت، ولكنه طُرِد من الحدث. كانت أليس تحتج في الخارج عندما قُبِض عليها أيضًا. دفع ألفريد الغرامة، ولكن أليس اختارت السجن مرة أخرى، فسُجِنَت في سجن ليستر وأضربت عن الطعام.
دافع ألفريد أيضًا عن أليس عندما قدم الرجال على مضايقتها بين الحشود حيث كانت تتحدث قائلة «عودوا إلى عائلاتكم!»؛ وكانت قادرة على القول «هذه عائلتي، إنهم هنا لدعمي»، وذلك بالتزامن مع ألفريد الذي كان يدافع بوضوح عن القضية، التي لم يتمكن إلا بعض المدافعين عن حقوق النساء في التصويت بالمطالبة بها. عانى ألفريد بسبب دعمه، ولكنه حصل في النهاية على تعويض قدره 100 جنيه إسترليني بعد تعرضه لكسر في ساقه أثناء احتجاج على حق المرأة في التصويت في 26 نوفمبر 1910. اتخذ الاتحاد السياسي للرجال من أجل حق النساء في التصويت الإجراءات اللازمة بحق قضيته؛ وذلك بعد رميه على الدرج أثناء احتجاجه على ونستون تشرشل خلال اجتماع الحزب الليبرالي في برادفورد. حكم القاضي بأنه طُرد دون سابق إنذار بعد مجرد طرحه لسؤال، واعتُبِر ذلك اعتداءً.
سُجِنَت للمرة الثالثة في عام 1911 بعد أن ألقت حجرًا عبر نافذة وزارة الداخلية على مرأى ومسمع رجل من رجال الشرطة. كتبت إلى إميلين بانكيرست بتعاطف عميق عندما توفي ابنها توم بسبب ورم في المخ في عام 1912. سُجِنَت مرتين أخريين في عام 1913، ويعود سبب سجنها الأول إلى رمي الحبر في صندوق بريد ليستر، والمرة الأخيرة بسبب حفر شعار في ملعب للجولف ليلًا. حصلت على وسام الإضراب عن الطعام من الاتحاد الاجتماعي والسياسي للمرأة، وكانت إحدى السجينات اللاتي بنين علاقة مع حارسات السجن، وكانت أيضًا إحدى نساء الطبقة العاملة اللاتي ساهمن في تهدئة السجينات، وذلك بالإضافة إلى توليها مهمة الضغط عليهن وإطعامهن بالقوة.
كانت هوكينز من بين الممثلين الذين اختيروا للتحدث مع كبار السياسيين ديفيد لويد جورج والسير إدوارد غراي في عام 1913. رتبت آني كيني وفلورا دروموند الاجتماع بشرط أن تكون هؤلاء النساء من الطبقة العاملة ويمثلن طبقتهن. كانت صناعة الأحذية والجِزم غير عادلة بشكل خاص في معاملتها للنساء، اللاتي يُنجِزن نفس العمل تمامًا مثل الرجال ولكن مقابل أجر غير متساوٍ، ويعيشن في أماكن غير قابلة للسكن ويعملن في ظروف مرهقة. أوضح جميع الممثلين أنهم كانوا يأملون بأن يؤدي التصويت إلى تمكين النساء من تحدي الوضع الراهن بطريقة ديمقراطية، وذلك من أجل تحسين الأجور وظروف العمل الرهيبة للنساء. أوضحت هوكينز كيف يمكن لزملائها العمال الذكور اختيار رجل ليمثلهم بينما تُترك النساء دون تمثيل. اشتُبِه بهوكينز في أنها واحدة من النساء الأربع اللاتي ألحقن الضرر بملعب للجولف، وكتبن «لا أصوات، لا جولف» مستخدمين روث الخيول، ولكن لم يوجد دليل يؤكد ذلك.
توقفت احتجاجاتها عندما أُعلنت الحرب في عام 1914، ووافق الاتحاد الاجتماعي والسياسي للمرأة على وقف الاحتجاجات مقابل إطلاق سراح جميع السجينات. أوضح تقرير وزارة الداخلية أنه قُبِض على 1300 امرأة على مر السنين في سبيل هذه القضية، إلى جانب 100 رجل مثل ألفريد، زوج أليس هوكينز.